# 國家運動訓練中心-公西靶場
國家運動訓練中心-公西靶場，簡稱公西靶場，為位於桃園市龜山區的國家培訓隊射擊靶場。

## 沿革
1979年6月國防部核准同意由陸軍總部提供中華民國射擊協會興建國家綜合靶場，並與軍方共同使用而定案，取得桃園縣龜山鄉苦苓段陸軍300公尺野戰步槍靶場5.8873公頃土地。1983年9月初期測量、整地、圍堤、委由第六軍團公開招標施工。1984年10月第一期飛靶場及25公尺和50公尺手步槍半室內靶場完工。1986年第二期完工增加空氣槍靶場、多用途交誼廳、會議室、裁判作業室，成為符合國際標準適用於亞奧運所有射擊項目的訓練比賽靶場。2005年8月15日體委會召開「公西靶場委託整建規劃設計會議」。2011年7月23日舉行動土典禮。2015年9月23日舉行上梁典禮。2016年12月31日工程全部竣工，2018年10月17日正式揭牌啟用。

## 設施介紹

### 綜合館
- 1F和2F：靶場設施(空氣槍10公尺靶場80靶道、空氣槍10公尺移動靶機2組、決賽場10M/50M各10靶道與25M靶機3組、火藥射擊25公尺靶場11組、火藥射擊50公尺靶場60靶道)、槍彈庫房、評分作業室、醫務室、裁判休息室、選手教練休息室和藥檢室
- 3F：餐飲區、重量訓練區與交誼區
- 4F：選手宿舍區(12間套房（含1間具無障礙空間之套房）、4間通鋪與相關住房設施與空間)

### 飛靶區
3座飛靶場及賽事支援性服務空間

## 外部連結
[國家運動訓練中心-公西靶場/https://www.nstc.org.tw/Range （页面存档备份，存于）]